# Huejotengo
Huejotengo es una población del estado mexicano de Morelos, ubicado en el municipio de Ocuituco en las faldas del volcán Popocatépetl.

## Historia
Huejotengo fue una de las comunidades más afectadas en el estado de Morelos por el terremoto del 19 de septiembre de 2017, resultando en la destrucción de 88 casas de adobe y la afectación de más de otras 100. Ante ello, las mujeres de la localidad se organizaron en colectivos que encabezaron el proceso de reconstrucción, y además iniciaron el procesamiento del aguacate que se cultivaba en la comunidad, con el cual han creado una incipiente agroindustria para su desarrollo.

## Localización y demografía
Huejotengo se encuentra en el noreste del territorio estatal de Morelos y muy cerca a sus límites con el estado de México, en las faldas del volcán Popocatépetl. Sus coordenadas geográficas son 18°53′58″N 98°45′18″O / 18.89944, -98.75500 y a una altitud de 2 164 metro sobre el nivel del mar. Se encuentra a unos cinco kilómetros al norte de la cabecera municipal, Ocuituco, con la que se comunica por una carretera asfaltada y donde enlace con la carretera que lo comunica al resto del estado.
De acuerdo con el Censo de Población y Vivienda realizado en 2010 por el Instituto Nacional de Estadística y Geografía, Huejotengo tiene una población total de 979 personas, de las que 476 son hombres y 503 son mujeres.